# Bobby Ewing
Robert "Bobby" James Ewing a Dallas című sorozat egyik szereplője. Ő Jock és Miss Ellie Ewing legfiatalabb fia. Patrick Duffy játszotta 1978 és 1991 között, bár a színész is és a szereplő is kimaradt az 1985-1986-os évadból. A színész maga kérte, hogy írják ki a szappanoperából, mert szüleit két fiatalember brutális kegyetlenséggel meggyilkolta montanai kocsmájukban. Duffy összeomlott, hosszú ideig képtelen volt feldolgozni szülei halálát, ezért távol akart kerülni a forgatásoktól.
Bobby, aki Amerika lányainak, asszonyainak kedvence lett, a történet szerint halálos autóbalesetet szenvedett. A Dallas-rajongók azonban nem nyugodtak bele Bobby eltűnésébe, egy év után visszakövetelték a sorozatba. Ez volt a híres álomévad, amelyben Pamela megálmodta Bobby halálát. A sorozatot eredetileg Bobby és Pamela Rómeó és Júlia-stílusú házasságára akarták építeni. Végül aztán a sorozatot Bobby bátyjára, Jockey Ewingra (Larry Hagman) építették, mivel világossá vált, hogy Jockey volt a legérdekesebb szereplő. Bobby központi szereplője maradt a sorozatnak, és az új szériában is folyamatosan szerepel.

## Háttér
Bobby 1949. február 16-án született Southfork Ranch-en. Bobby sikeres lett az olajüzletben (bár nem szívesen), csakúgy, mint az édesapja és a bátyja, de ő nem volt olyan mint Jockey, éppen ezért mindig ragaszkodott a tisztességességhez és a becsülethez, amivel néha nem sok sikert ért el. Bobby is részt vett az állattenyésztésben a családi farmon, Southforkon. Egy ideig Austin szenátora is volt.

## Történet

### Dallas
1978-ban a Dallas első epizódjában Bobby Ewing Southfork Ranch-re vitte az újdonsült feleségét, hogy bemutassa a családjának. Bobby családja döbbenten vette tudomásul, hogy Bobby felesége nem más, mint Pamela Barnes, Digger Barnes lánya és Cliff Barnes húga, akik mindketten a Ewing család ellenségei voltak. 1982-ben Bobby és Pamela örökbefogadták Christophert, akinek Jockey elhunyt sógornője, Kristin Shepard volt az édesanyja. Pamela mindig is szeretett volna egy saját gyermeket, de nem vállalkozhatott a szülésre. Bobby sógornője, Katherine Wentworth kis idő után beleszeretett Bobbyba, és a megszállottjává vált. Katherine tette tönkre Bobby és Pamela első házasságát azzal, hogy egy levelet írt Pamela nevében az ügyvédjéhez. Később Bobby Jenna Wade-hez fordult és eljegyezték egymást. A nyolcadik évad végén Katherine elgázolta Bobbyt a kocsijával, aki aztán a kórházban belehalt a sérüléseibe. Azonban egy évvel később, 1986-ban kiderült, hogy a kilencedik évad történései (beleértve a balesetet és Bobby halálát) csak Pamela hosszú rémálma volt. Bobby és Pamela ezután eljegyezték egymást, de közben az is kiderült, hogy Bobby első szerelme, Jenna Wade gyermeket vár tőle. Azonban ettől függetlenül Bobby és Pamela 1986-ban újra összeházasodtak, és Bobby egyáltalán nem akart újból Jennával lenni, aki aztán később életet adott fiuknak, Lucas Krebbs-nek. Miután Pamela 1987-ben szörnyű autóbalesetet szenvedett, aminek következtében súlyosan összeégett, eltűnt a kórházból, majd később elvált Bobbytól és Christophert nála hagyta. Bobby aztán közel került April Stevens-höz, és 1990-ben össze is házasodtak. Azonban a nászútjukon Párizsban Aprilt elrabolták, majd sortűz áldozata lett és meghalt Bobby karjai közt. 
A sorozat utolsó epizódjának záró jelenetében Bobby meghallotta a lövést Jockey szobájából, majd amikor a szoba ajtajába ért, felkiáltott, hogy "Uram Isten". A kamera nem mutatta, hogy Bobby mit látott, és évekig mindenki abban a tudatban volt, hogy Jockey öngyilkos lett. Azonban a későbbi, 1996-os Jockey visszatért című filmben tisztázták ezt, és kiderült, hogy Jockey a tükörbe lőtt bele azon az estén.

### Dallas: Jockey visszatér és Dallas: A Ewingok háborúja
A Dallas: Jockey visszatér filmben Bobbynak viszonya van Julia Cunninghammel, mielőtt átvenné a Ewing Olajtársaság irányítását. A következő filmben, a Dallas: A Ewingok háborújában már nincs együtt Juliával és az okát nem magyarázzák meg. Bobby ezúttal egy európai üzletasszonnyal, Jennifer Jantzennel kezd romantikus kapcsolatba, aki Jockey munkatársa volt az olajüzletben. Jennifer apjáé volt a Jantzen Olajtársaság, amelyet Jockey mentett meg a csódtől. 1996 és 1998 között Bobby volt a Ewing Olajtársaság elnöke. 1998-ban Bobby nyugdíjba ment a Ewing Olajtársaságtól és utazgatni kezdett Jennifer Jantzennel.

### Dallas (2012, televíziós sorozat)
2005-ben Bobby újból megnősült, ezúttal Ann Smith-et vette feleségül. 2012-ben Bobby Southfork Ranch tulajdonosa az édesanyja, Ellie Ewing Farlow végrendelete alapján. (Az eredeti sorozatban a 353. részben Ellie még életében átruházta Southfork tulajdonjogát Bobby-nak, szóval ez egy folytonossági hiba az új sorozatban). Bobby visszavonult az olajüzletből, mivel abban hitben élt, hogy az alternatív, megújuló energia "a jövő", és ebben a hitben a mostanra már felnőtt örökbefogadott fiával, Christopherrel osztozott. Ezen kívül örömmel tenyésztették a szarvasmarhákat a farmon. Bobby úgy döntött, hogy eladja Southforkot, mivel megtudta, hogy gyomordaganata van és emiatt félt, hogy ha ő már nem lesz, akkor nem tudja majd megvédeni a farmot, és Christopher még nem áll készen arra, hogy átvegye tőle. Emiatt aztán Bobby konfliktusba keveredett a bátyjával, Jockey-val és az unokaöccsével, Johnny-val (aki olajat talált a farmon). 2013-ban Bobbyt sokkolta és teljesen elszomorodott, amikor megtudta, hogy a bátyja, Jockey halott. Amikor Jockey végrendeletét felolvasták, Bobby megkapta tőle a teljes bakancsgyűjteményét, azzal az üzenettel, hogy majd Bobby tisztábban tartja őket, mint ő életében. Ezután előkerült egy régi levél Ellie-től, amelyben unokája, Johnny megkapta Southfork tulajdonjogának felét. Bobby nem értett ezzel egyet, de elfogadta a dolgot, bár ez később vitákhoz vezetett Bobby és Johnny között. Bobby ezen kívül megtudta, hogy az első felesége, Pamela elhunyt rákban 1989-ben.

## Knots Landing megjelenései
Bobby Ewing 3 epizódban szerepelt a Dallas spin-off szériájában, a Knots Landing-ben 1979 és 1982 között.
1. évad
- 1. rész: "Pilot". Bobby elkíséri a bátyját, Gary-t és a sógornőjét, Valerie-t az új otthonukba, Kaliforniába.

2. évad
- 13. rész: "The Loudest Word". Bobby meglátogatja Valerie-t a kórházban, ahol éppen műtét előtt áll. Bobby meggyőzi Gary-t, hogy támogassa Valerie-t, amíg beteg.

4. évad
- 6. rész: "New Beginnings". Amíg Gary Southforkban van Jock végrendeletének felolvasása miatt, Bobby megnyugtatja Gary-t a közelgő örökség miatt.

### Knots Landing és Bobby Ewing halála
A Knots Landing számos története több szereplő életéből fakadt. Bobby Ewing 1985-ös halálát követően a Dallasban 1986-ban kiderült, hogy mindez csak álom volt, azonban ezt már nem írták bele a Knots Landing folytatásába. Bobby visszatérését soha nem említik meg a sorozatban és ennek következtében a Knots Landing és a Dallas története nem kereszteződött többet.

## Fordítás
- Ez a szócikk részben vagy egészben  a   Bobby Ewing című angol Wikipédia-szócikk fordításán alapul.  Az eredeti cikk szerkesztőit annak laptörténete sorolja fel. Ez a jelzés csupán a megfogalmazás eredetét és a szerzői jogokat jelzi, nem szolgál a cikkben szereplő információk forrásmegjelöléseként.